# Tanuki

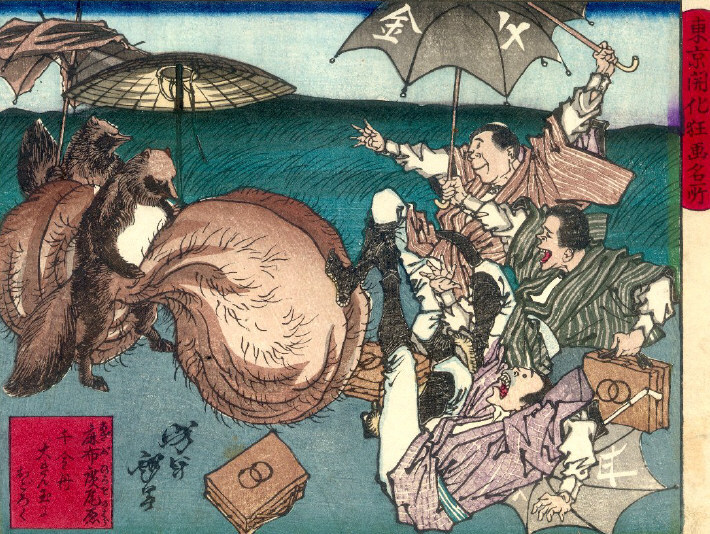
Een Tanuki met zijn kenmerkende vergrote scrotum; afbeelding door Tsukioka Yoshitoshi

De Tanuki (Japans: 狸 of タヌキ) is een wezen uit Japanse folklore. Hij is in de bekendste versie een humanoïde wasbeerhond met een (sterk) vergroot scrotum. Tanuki behoren tot de yokai. Ze zijn volgens de meeste verhalen erg ondeugend, meesters in vermommen, in staat tot gedaanteverwisseling, maar ook makkelijk te misleiden. De naam Tanuki wordt soms ook gebruikt om te refereren aan wasbeerhonden.

## Achtergrond
De tanuki behoort tot de bekendste yokai of fictieve wezens van Japan, samen met de kappa en de kitsune. Standbeelden van Tanuki zijn overal in Japan te vinden, met name nabij noodlezaken. Deze beelden zijn vaak voorzien van puntige hoeden en flesjes sake. De beelden zouden tekenen zijn van geluk.

## Rol in folklore
Het traditionele beeld dat veel mensen hebben van Tanuki zou zijn ontstaan tijdens de Kamakuraperiode.
Volgens volksverhalen zijn Tanuki dol op het uithalen van practical jokes met mensen. Ze zouden zich vaak vermommen als mensen of levenloze voorwerpen voor dit doel. Een bekend verhaal is dat ze mensen zouden misleiden met bladeren of andere waardeloze voorwerpen, die ze er magisch uit laten zien als geld. Op die manier zouden ze zichzelf voedsel en drank verschaffen. In hoeverre Tanuki een gevaar vormen voor mensen met hun streken verschilt sterk per verhaal. Zo zijn er verhalen waarin ze worden neergezet als volkomen ongevaarlijk en zelfs behulpzaam, maar ook verhalen (met name uit de Muromachiperiode) waarin ze uitermate gewelddadig en gemeen zijn en hun streken mensen zelfs fataal worden. Verschillende schrijnen in Japan zouden volgens volksverhalen ooit gerund zijn door Tanuki die zich voordeden als priesters.
De enorme testikels van een Tanuki spelen vaak een grote rol bij zijn streken. Ze kunnen onder andere functioneren als trommel, bescherming tegen regen en zelfs als wapen. Tanuki zouden hun testikels naar believen kunnen vergroten of verkleinen. Dit heeft in Japan zelfs geleid tot een bekend kinderrijmpje:
Tan Tan Tanuki no kintama wa,
Kaze mo nai no ni,
Bura bura
Dit rijmpje wordt gezongen op de melodie van de Amerikaanse doophymne Shall We Gather At The River?.

## Bonsai
Om een jonge bonsaiboom te verfraaien wordt deze nogal eens gecombineerd met een sierlijk gevormd stuk dood hout. Na verloop van tijd is de boom zo vergroeid met het stuk dood hout, dat het erop lijkt dat ze samen één geheel vormen, één bonsaiboom zijn. Omdat men feitelijk om de tuin wordt geleid, de boom is namelijk niet per se oud of heel waardevol, wordt dit type bonsai Tanuki genoemd.

## Trivia
In het Suske en Wiske album De stenen samoerai speelt een tanuki een grote rol.